# Варгаші (село)
Варгаші́ (рос. Варгаши) — село у складі Варгашинського району Курганської області, Росія. Входить до складу Варгашинської селищної ради.
Населення — 515 осіб (2010, 579 у 2002).